# Lípa Jindřicha Kolowrata
Lípa Jindřicha Kolowrata je památný strom v osadě Málkov u Přimdy. Lípa velkolistá (Tilia platyphyllos) roste v nadmořské výšce 554 m, ve břehu 2 m nad potůčkem protékajícím osadou. V okolí stromu je periodické prameniště. Výška stromu je 25 m, obvod kmene je 352 cm (měření 2008). Chráněna je od roku 2003 pro svůj vzrůst, estetickou hodnotu a jako krajinná dominanta.

## Stromy v okolí
- Rájovská trojice
- Mílovská lípa